# Darlene Anaya
Darlene Anaya (20 de agosto de 1961) es una deportista estadounidense que compitió en judo.
Ganó una medalla en el Campeonato Mundial de Judo de 1984, y una medalla en el Campeonato Panamericano de Judo de 1985. En los Juegos Panamericanos consiguió dos medallas en los años 1983 y 1987.

## Palmarés internacional
| Campeonato Mundial      | Campeonato Mundial            | Campeonato Mundial | Campeonato Mundial |
| Año                     | Lugar                         | Medalla            | Categoría          |
| ----------------------- | ----------------------------- | ------------------ | ------------------ |
| 1984                    | Viena (Austria)               | Medalla de bronce  | –48 kg             |
| Juegos Panamericanos    |                               |                    |                    |
| Año                     | Lugar                         | Medalla            | Categoría          |
| 1983                    | Caracas (Venezuela)           | Medalla de oro     | –48 kg             |
| 1987                    | Indianápolis (Estados Unidos) | Medalla de bronce  | –48 kg             |
| Campeonato Panamericano |                               |                    |                    |
| Año                     | Lugar                         | Medalla            | Categoría          |
| 1985                    | La Habana (Cuba)              | Medalla de plata   | –48 kg             |